# St John’s College Chapel (Cambridge)
Die St John’s College Chapel ist die Kapelle des St John’s College der University of Cambridge in Cambridge (Großbritannien). Die zwischen 1866 und 1869 erbaute neugotische Kapelle befindet sich im Nordwesten des „First Court“ des College-Geländes und steht an der Stelle einer mittelalterlichen Klosterkirche aus dem 13. Jahrhundert.

## Geschichte

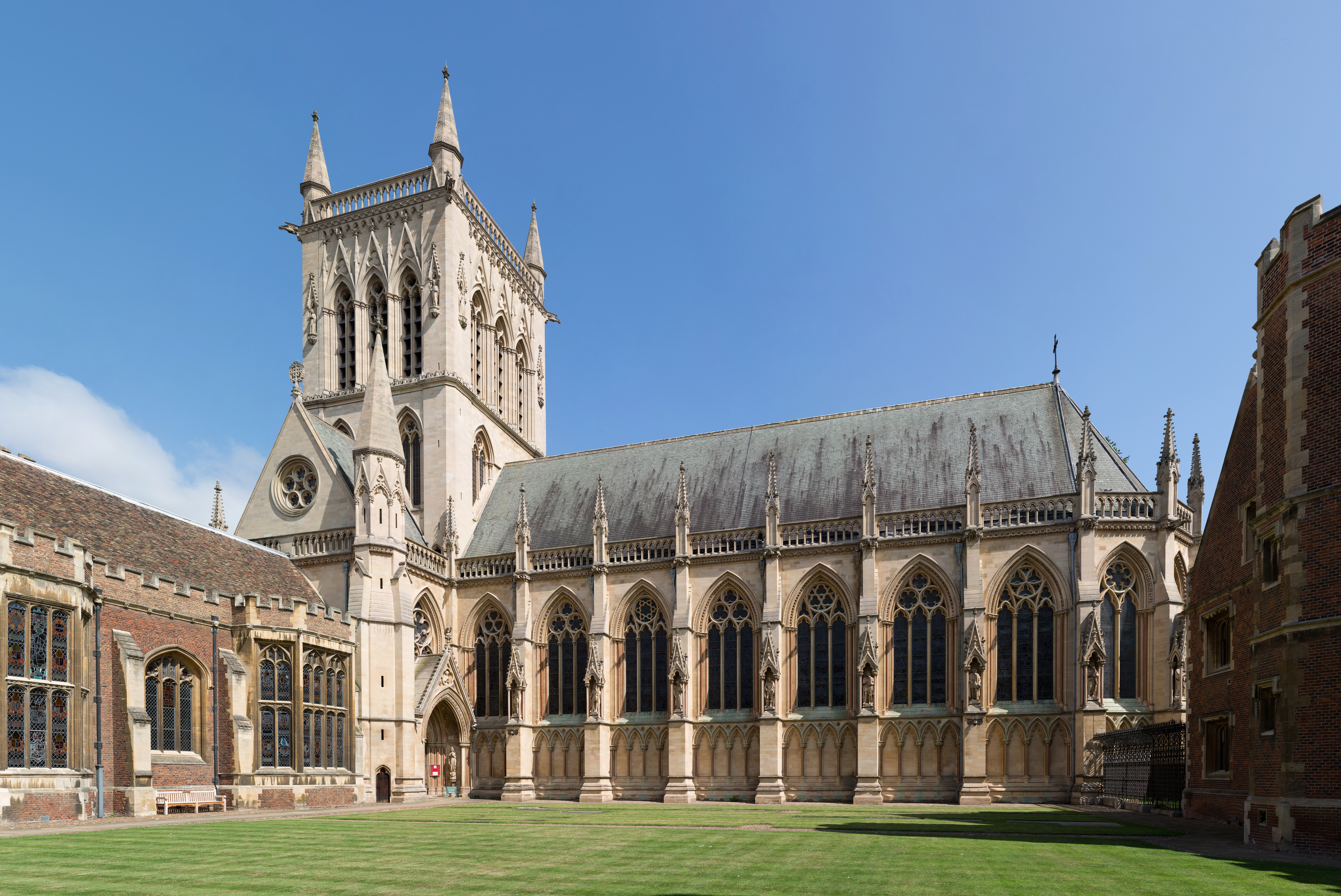
Die von Sir George Gilbert Scott gestaltete St John’s College Chapel

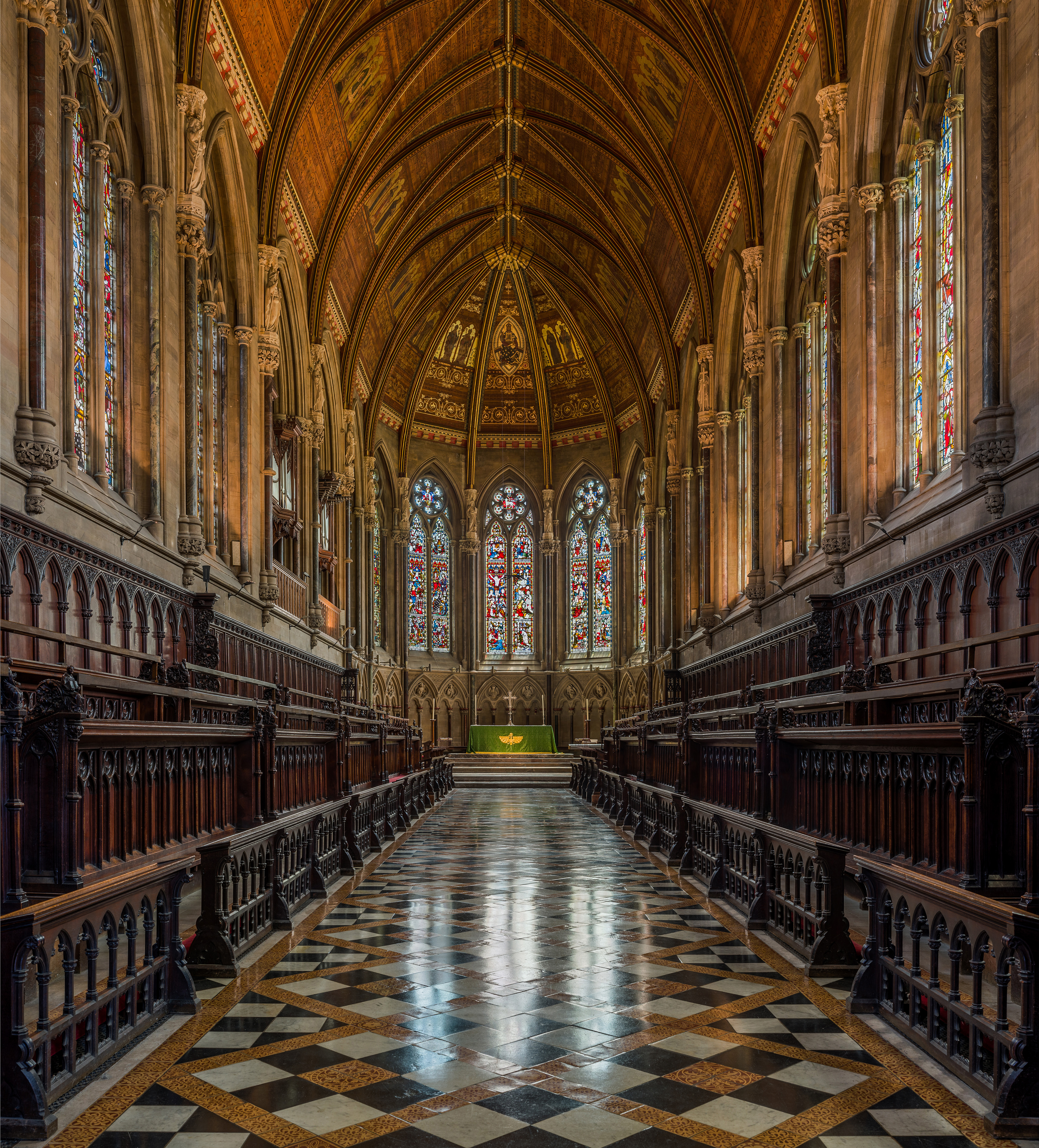
Innenansicht der Kapelle des St John’s College, Cambridge

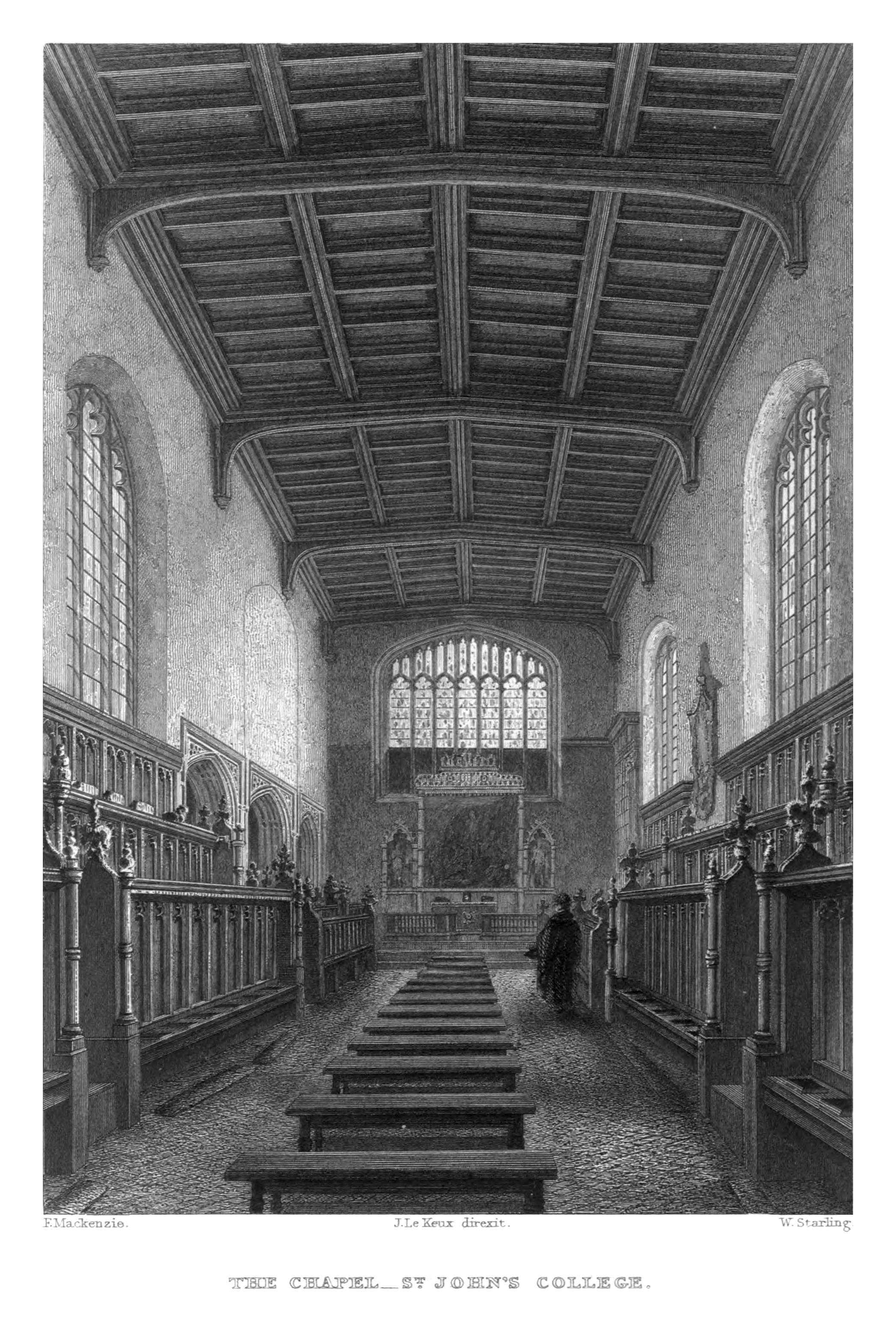
Alte Kapelle des St John’s College (Stich um 1840)

1861 beauftragte die Verwaltung der Hochschule den Architekten Sir George Gilbert Scott mit dem Bau der Kapelle, der kurz zuvor die Arbeit an der Kapelle des zur Universität von Oxford gehörenden Exeter College in Oxford beendet hatte. Wie bei der Kapelle in Oxford ließ sich Scott von der Sainte-Chapelle inspirieren, einer gotischen Kapelle der ehemaligen königlichen Residenz Palais de la Cité (frz. Palast der Stadt) auf der Seineinsel Île de la Cité in Paris.
Für den Bau der St John’s College Chapel wurde weißer Sandstein aus Caen in Nordfrankreich verwendet, der über den Ärmelkanal transportiert wurde.
Der Mäzen Henry Hoare bot 3.000 Pfund an, um den Bau der Kapelle zu finanzieren, und versprach weitere 1.000 Pfund jährlich, wenn Scotts ursprünglichen Plänen ein Turm hinzugefügt würde. Die Arbeiten begannen, aber da Hoare bei einem Eisenbahnunfall verstarb, fehlten dem College die versprochenen Spendengelder. Dennoch wurde der 50 Meter hohe, mit Stellladen versehene Turm fertiggestellt, der sich am Turm der Abtei von Pershore orientierte – allerdings ohne Turmglocken errichtet wurde. Der Turm kann bestiegen werden und ist über eine kleine Tür am First Court zugänglich, war jedoch im Jahr 2016 aufgrund umfangreicher baulicher Reparaturmaßnahmen an den Fialen und am Dach gesperrt.
Der Vorraum der Kapelle enthält Statuen von Margaret Beaufort und John Fisher. Im Inneren des Gebäudes befindet sich ein steinernes Gewölbe, an deren Ende die 1777 fertiggestellte „Deposition of the Cross“ von dem aus Böhmen stammenden deutschen Maler Anton Raphael Mengs hängt. Die Täfelungen stammen teilweise aus der alten Kapelle und datieren auf das Jahr 1516. Die Kapelle enthält Glas aus dem 15. Jahrhundert, das meiste wurde jedoch um 1869 von Glasmalerei-Werkstätten wie Clayton and Bell, Hardman & Co. und William Wailes hergestellt. Freistehende Statuen und Gedenktafeln erinnern an Wohltäter des Colleges wie James Wood, Vorsteher von 1815 bis 1839, sowie an Ehemalige wie William Wilberforce, Thomas Clarkson und William Gilbert. 
Die Kapelle ist an drei Seiten von großen Tabernakeln umgeben, die Teil der äußeren Strebepfeiler sind; jedes enthält die Statue eines prominenten Alumni des College oder eines Förderers:
- Sir William Cecil, erster Baron von Burghley
- Lucius, Viscount von Falkland
- John Williams, Erzbischof von York
- Thomas Wentworth, erster Graf von Strafford
- William Gilbert, Naturwissenschaftler
- Roger Ascham, Pädagoge und Lehrer von Elisabeth I.
- Mary Cavendish, Gräfin von Shrewsbury
- Richard Bentley, klassischer Philologe
- Edward Stillingfleet, Bischof von Worcester
- John Overall, Bischof von Coventry, Lichfield und Norwich
- Peter Gunning, Bischof von Chichester und Ely
- Sarah Alston, Herzogin von Somerset
- Thomas Clarkson, Abolitionist
- Brook Taylor, Naturwissenschaftler und Mathematiker (Namensvater der Taylorreihe)
- Thomas Linacre, Gründer des Royal College of Physicians
- Zwei unbenutzte Sockel
- Thomas Baker, Historiker

## Quellnachweise
1. ↑  The New Chapel of St John's College. Cambridge University Press, 1869, S. 3 (englisch, google.co.uk).
2. ↑  Tim Rawle Associates: A History of St John's College. Cloister Press, 1995, S. 11 (englisch).